# Ręczny karabin maszynowy

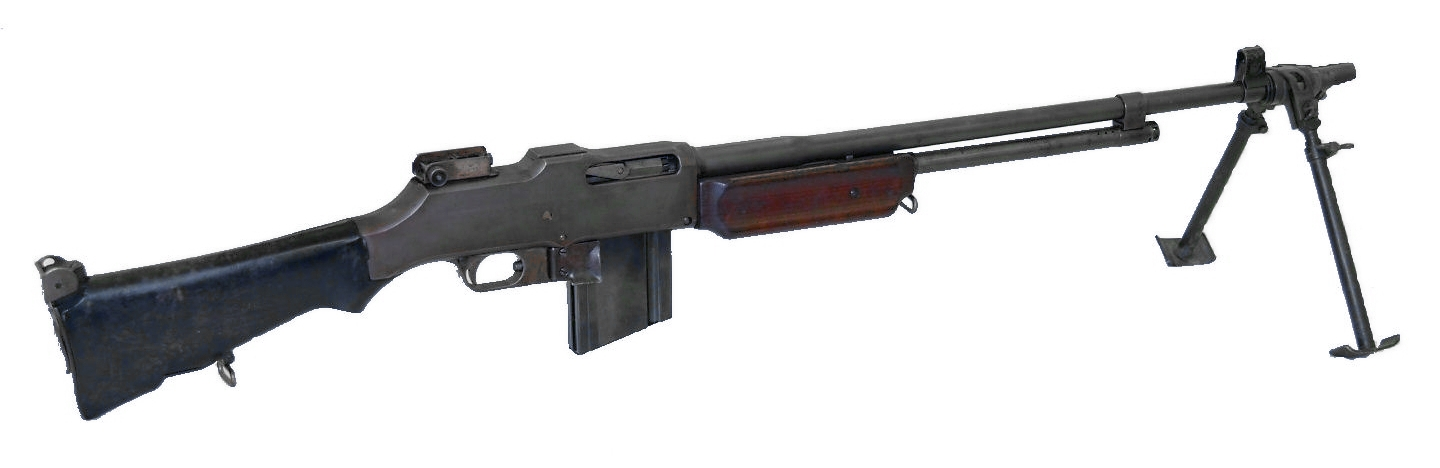
Ręczny karabin maszynowy BAR M1918

Ręczny karabin maszynowy (rkm) – najlżejszy typ karabinu maszynowego o masie do ok. 10 kg, przystosowany do prowadzenia ognia z lekkiej dwunożnej podstawy.
Uwaga: odróżnianie od siebie ręcznych i lekkich karabinów maszynowych (jako osobnych kategorii karabinu maszynowego) jest specyficzne dla polskiej terminologii wojskowej. W pozostałych państwach są one z reguły traktowane jako ta sama kategoria, a obie nazwy jako synonimy.

## Charakterystyka
Rkm wyposażany jest w chłodzoną powietrzem lufę i najczęściej zasilany z wymiennych magazynków. Względem ciężkich karabinów maszynowych (ckm) cechuje się mniejszą szybkostrzelnością praktyczną i donośnością, jednak znacznie większą mobilnością. Przeznaczony jest do prowadzenia ognia punktowego krótkimi seriami (3-6 strzałów), stanowiąc broń wsparcia drużyny piechoty. Do jego efektywnej obsługi wymaganych jest przynajmniej dwóch ludzi (celowniczy i ładowniczy), jednak w wyjątkowych sytuacjach może być również obsługiwany przez jedną osobę.

## Historia

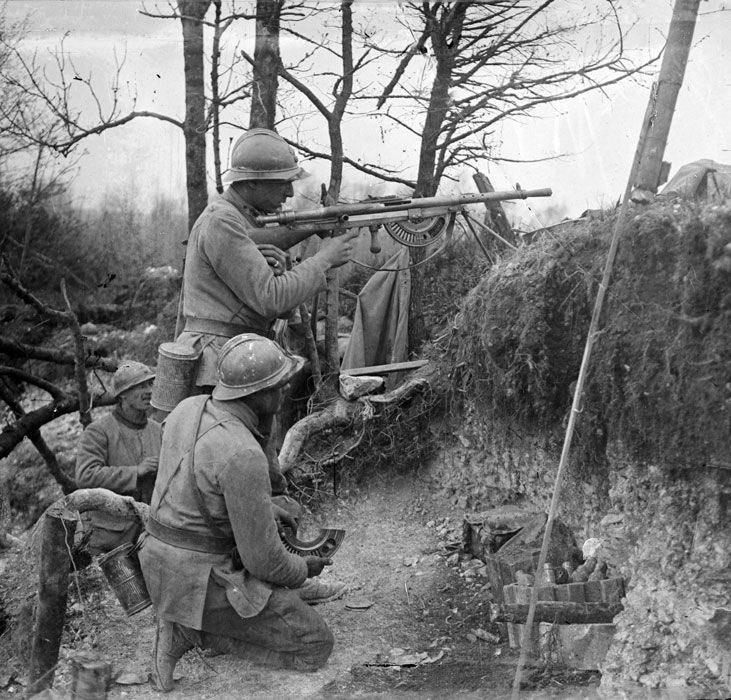
Stanowisko rkm-u Chauchat Mle 15 w trakcie I wojny światowej

Rkm-y pojawiły się jako alternatywa dla cechujących się bardzo niską mobilnością ciężkich karabinów maszynowych (ckm). Znacznie lżejszy (a zarazem mobilniejszy) rkm stanowił zatem skuteczną broń wsparcia możliwą do wykorzystania również w charakterze ofensywnym. Pierwsze egzemplarze tego typu broni projektowano jeszcze przed I wojną światową (np. duński Madsen), jednak dopiero w trakcie tego konfliktu zyskały na popularności (np. francuski Chauchat, amerykański BAR). W taktyce defensywnej przewidywano stosowanie ich tuż po zakończeniu ostrzału artyleryjskiego, jako broni umożliwiającej rozpoczęcie szybkiego i stosunkowo intensywnego ostrzału nacierającego przeciwnika, przed zajęciem pozycji przez obsługi ckm-ów. Natomiast w taktyce ofensywnej rkm towarzyszył nacierającej piechocie uzbrojonej w karabiny powtarzalne jako broń wsparcia, zwiększając siłę ognia pododdziału. Rkm-y tego okresu cechowały się zasilaniem magazynkowym oraz stosowaniem ciężkich niewymiennych luf, co wymuszało prowadzenie ognia krótkimi seriami, zapewniając niższą siłę ognia względem ckm-u.
W okresie międzywojennym trwał intensywny rozwój tej klasy broni efektem czego na wyposażeniu poszczególnych armii pojawiały się coraz to nowe i doskonalsze technicznie modele (np. brytyjski Bren, radziecki DP). Opierały się one jednak na tej samej koncepcji co modele wcześniejsze (niewymienna lufa, zasilanie magazynkowe amunicją karabinową). W odmiennym kierunku podążyła armia niemiecka opracowując uniwersalny karabin maszynowy (ukm) MG34. Broń ta wyposażona była w szybko wymienną lufę (odrzucaną po przegrzaniu i zastępowaną zapasową) oraz zasilanie taśmowe, zdolna była zatem do prowadzenia intensywnego ognia jak ckm, a zarazem była niewiele cięższa niż rkm. Mimo to, poza III Rzeszą ukm-y w tym okresie nie przyjęły się na większą skalę, a armie pozostałych państw kończyły II wojnę światową z klasycznymi ckm-ami i rkm-ami.

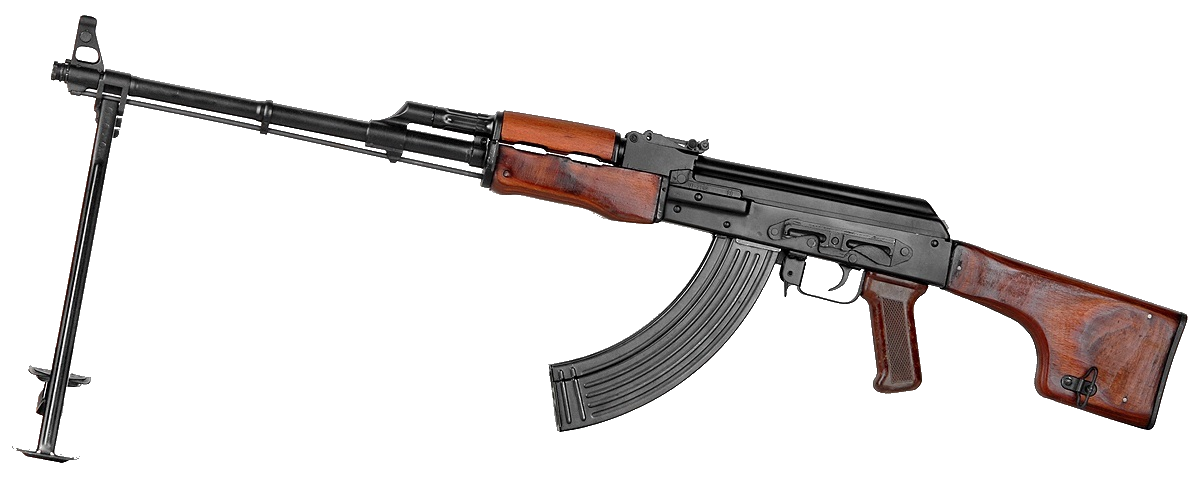
rkm RPK powstały na bazie karabinka AKM

Wzmożone zainteresowanie ukm-ami przypadło dopiero na okres powojenny, jednak szybko doprowadziło to do wyparcia z użycia ckm-ów i marginalizacji rkm-ów. Co za tym idzie rozwój rkm-ów jako osobnej konstrukcji został zasadniczo zahamowany, a opracowywane nowe modele stanowiły zazwyczaj po prostu modyfikację standardowych karabinów i karabinków automatycznych (np. amerykański M14E2, belgijski FN FALO, radziecki RPK) polegającą głównie na stosowaniu cięższych luf i pojemniejszych magazynków. Rkm-y stały się więc wersjami standardowej broni piechoty, ale lepiej przystosowanymi do prowadzenia intensywniejszego ognia ciągłego. Od końca II wojny światowej nastąpił również stopniowy wzrost popularności amunicji pośredniej stosowanej do zasilania podstawowych karabinków automatycznych, co równocześnie doprowadziło do zaadaptowania jej także w rkm-ach. Zainicjowało to następnie tendencję do stosowania amunicji karabinowej w cięższych ukm-ach, natomiast pośredniej w lżejszych rkm-ach (współcześnie klasyfikowanych w Wojsku Polskim jako tzw. karabinki maszynowe).

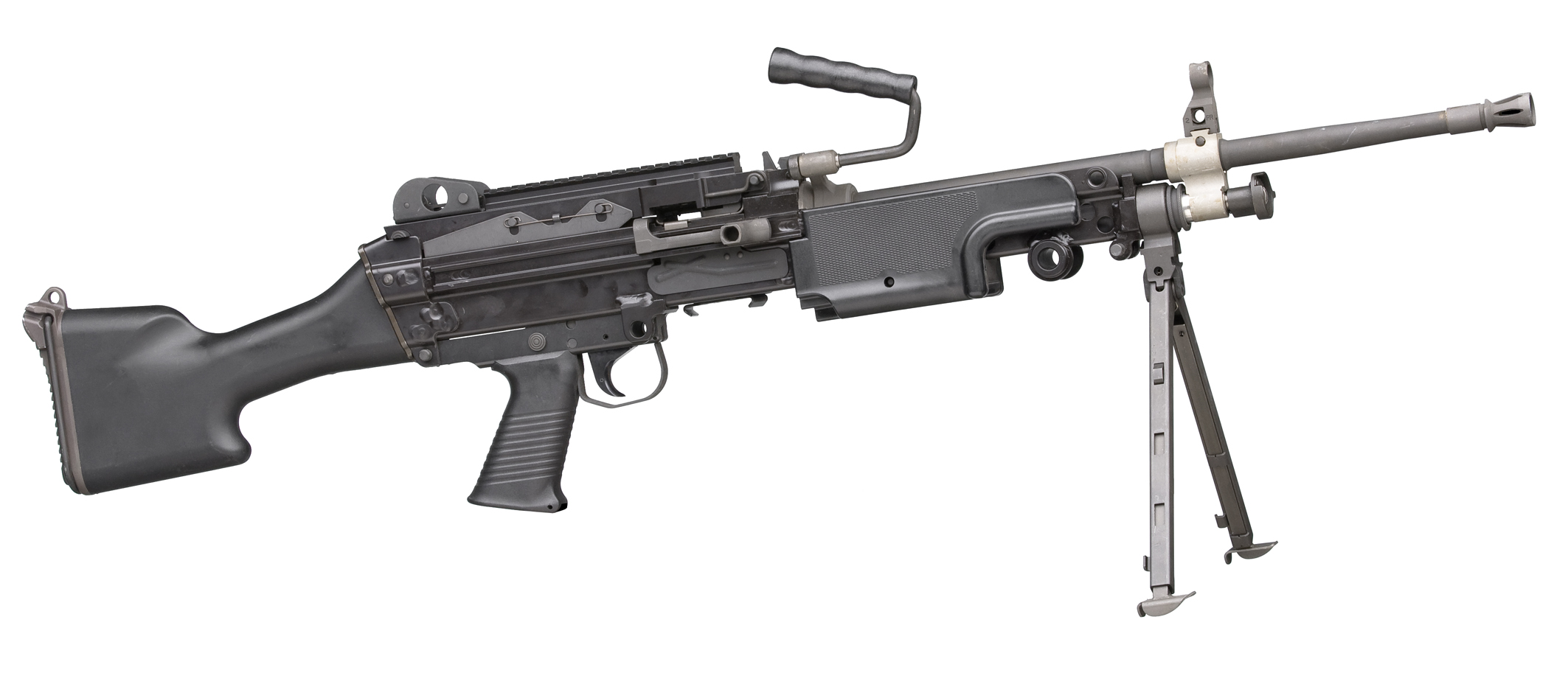
rkm FN Minimi wykorzystujący rozwiązania znane z ukm-ów

Od lat 70–80 XX w. w niektórych państwach na popularności zaczęły również zyskiwać konstrukcje pośrednie pomiędzy ukm-em a klasycznym rkm-em – zasilane amunicją pośrednią i lżejsze od standardowych ukm-ów, ale wykorzystujące szybkowymienne lufy i zasilanie taśmowe (np. belgijski FN Minimi, izraelski Negev, niemiecki MG4). Rozwiązanie takie umożliwia na krótkich dystansach uzyskanie przez rkm porównywalnej siły ognia do ukm-u.